# مات مارتن
مات مارتن هو لاعب هوكي الجليد كندي، ولد في 8 مايو 1989 في وندسور في كندا.

## وصلات خارجية
- مات مارتن على موقع دوري الهوكي الوطني (الإنجليزية)
- مات مارتن على موقع EliteProspects.com (الإنجليزية)
- مات مارتن على موقع Eurohockey.com (الإنجليزية)
- مات مارتن على موقع HockeyDB.com (الإنجليزية)
- مات مارتن على موقع Hockey-Reference.com (الإنجليزية)